# Сангхабхадра
Сангабхадра (V век н. э., кит. 僧伽 跋陀羅 ・ 衆 賢 ) — индийский учёный-монах традиции Сарвастивада Вайбхашика и «несомненно, одним из самых блестящих знатоков Абхидхармы в Индии». Он родился в Кашмире и был современником буддийского философа Васубандху. Согласно К. Л. Дхаммаджоти, его работы составляют наиболее зрелую и утончённую форму философии Вайбхашики. Две его основные работы, «Ньяя-анусара шастра» («В соответствии с истиной») и «Абхидхарма-самая-прадипика», являются важными источниками поздней мысли Вайбхашики. На него ссылались такие буддийские авторы, как Сюаньцзан, Куиджи, Стхирамати и Шантаракшита, которые считали его как самым авторитетным знатоком Абхидхармы школы Вайбхашика.
Философская работа Сангабхадры была прежде всего попыткой защитить ортодоксальные доктрины школы Вайбхашика от нападок со стороны основных противников, саутрантиков, особенно Васубандху, автора «Абхидхармакоши», старший Шрилата и его ученик Рама. Говорят, что Сангабхадра создавал свой труд в течение 12 лет.
Согласно записям Сюаньцзана, после написания своих произведений Сангабхадра разыскал Васубандху, чтобы встретиться с ним в публичных дебатах, но умер, так и не успев сделать это.